# Ян Полховський
Ян Полховський герба Юноша (пол. Jan Połchowski) — державний діяч Великого князівства Литовського.

## Біографія
Народився в багатодітній родині пінського шляхтича Александра Полховського.
Кар'єру розпочав номінацією на посаду пінського будівничного 23 жовтня 1752 р. по авансованому на посаду обозного Леонарду Остромецькому. Втім згадується що виконував доручення на цій посаді ще в 1750 р. Підвищений на посаду стражника 29 березня 1765 р.
У 1764 р. був обраний на елекційний сейм від Пінського повіту. Голосував за кандидатуру майбутнього короля Станіслава-Августа Понятовського.
4 липня 1772 р. був вперше згаданий на уряді пінського гродського писаря. Обов'язки останнього досить регулярно виконував навіть після того як став пінським гродським суддею, через що Уруський та Несецький фіксували його станом на 1778 р. як писаря, а не суддю. Хоча на суддівство той був номінований 22 серпня 1777 р., а вступив на посаду 6 вересня того ж року.
По смерті пінського стражника Францішка Пжибори був повторно номінований на цю посаду 24 грудня 1782 р. Подав у відставку 6 березня 1789 р. з проханням про номінацію на неї пінського земського суддю Павла Орду. Після того ще двічі був номінований на цей уряд, і тримав титул принаймні до 6 березня 1794 р.

### Контраверсія
У другій половині XVIII ст. в різних джерелах фіксується Ян-Юзеф Полховський, який принаймні з 8 серпня 1750 р. обіймав посаду гродського регента Гродненського повіту. В родовій схемі в дворянській справі шляхтичів Полховських ним вказаний син Самуеля — племінник пінського будівничого Яна, який також фіксується тільки під першим ім'ям:
Jan Połchowski w[ice]regent grodzki pow. grodzieńskiego, dworzanin Rzeczypospolitej skarbu W.Ks.L.
Його особа також критично згадана в діаріуші берестейського стольника Марціна Матушевича як трибунальського регента. Але попри визначну посаду, він в подальшому не обіймає інших відомих урядів, номінований на посаду раніше перших згадок про його дядька і не згадується польськими генеалогами навідміну від останнього. Сучасні польсько-білоруські історики припускають що насправді той Ян-Юзеф і був майбутнім пінським будівничим, а не його племінником. Проте це було б можливо тільки за сумісництвом з огляду на те що в діаріуші Матушевича події відбуваються в 1757 р.

## Родина
Мав двох братів — пінського пристава і королівського геометра Міхала, а також волвицького старосту Самуеля.
У гербовнику Уруського вказано, що мав синів — Миколая і Кіндрата, але вірогідно, що помилково. Згідно з виводом роду Полховських 1802 року він не залишив по собі нащадків, а однойменних синів мав інший Ян, який доводився йому чотириюрідним дядьком.